# Udupi
Udupi (Kannada: ಉಡುಪಿ Uḍupi [ˈuɖupi]; auch Udipi) ist eine Stadt im indischen Bundesstaat Karnataka mit rund 125.000 Einwohnern (Volkszählung 2011).
Sie liegt im Westen Karnatakas an der Küste des Arabischen Meeres 56 Kilometer nördlich von Mangaluru. Die Stadt ist Verwaltungssitz des Distrikts Udupi.

## Lage
Durch Udupi führen die nationale Fernstraße NH 17 und die Konkan Railway, die beide dem Verlauf der Westküste folgen. Fünf Kilometer östlich liegt die Vorstadt Manipal, Standort der Manipal University. Zum Strandort Malpe sind es vom Zentrum Udupis rund sechs Kilometer.

## Stadtbild und Kultur
In Udupi befindet sich ein wichtiger Hindu-Tempel, der dem Gott Krishna geweiht ist. Er soll im 13. Jahrhundert vom vishnuitischen Philosophen Madhvacharya gegründet worden sein und ist heute Zentrum der auf ihn zurückgehenden Madhva-Sekte. Dem Tempel angeschlossen sind acht Klöster (Maths), die abwechselnd den Krishna-Tempel verwalten. Außerdem ist Udupi für seine Küche bekannt. In ganz Indien gibt es „Udupi-Restaurants“, die vegetarische südindische Spezialitäten wie Dosa servieren.
Udupi ist ein Zentrum der für die Region Tulu Nadu im Südwesten Karnatakas charakteristischen und nur hier gepflegten Kulturtradition. Hierzu gehören die in Tempeln aufgeführten Ritualtheater Bhuta kola, Nagamandala und Ashlesha bali, das Tanztheater Yakshagana und das Jahresfest für den Siri-Geist Siri jatre.

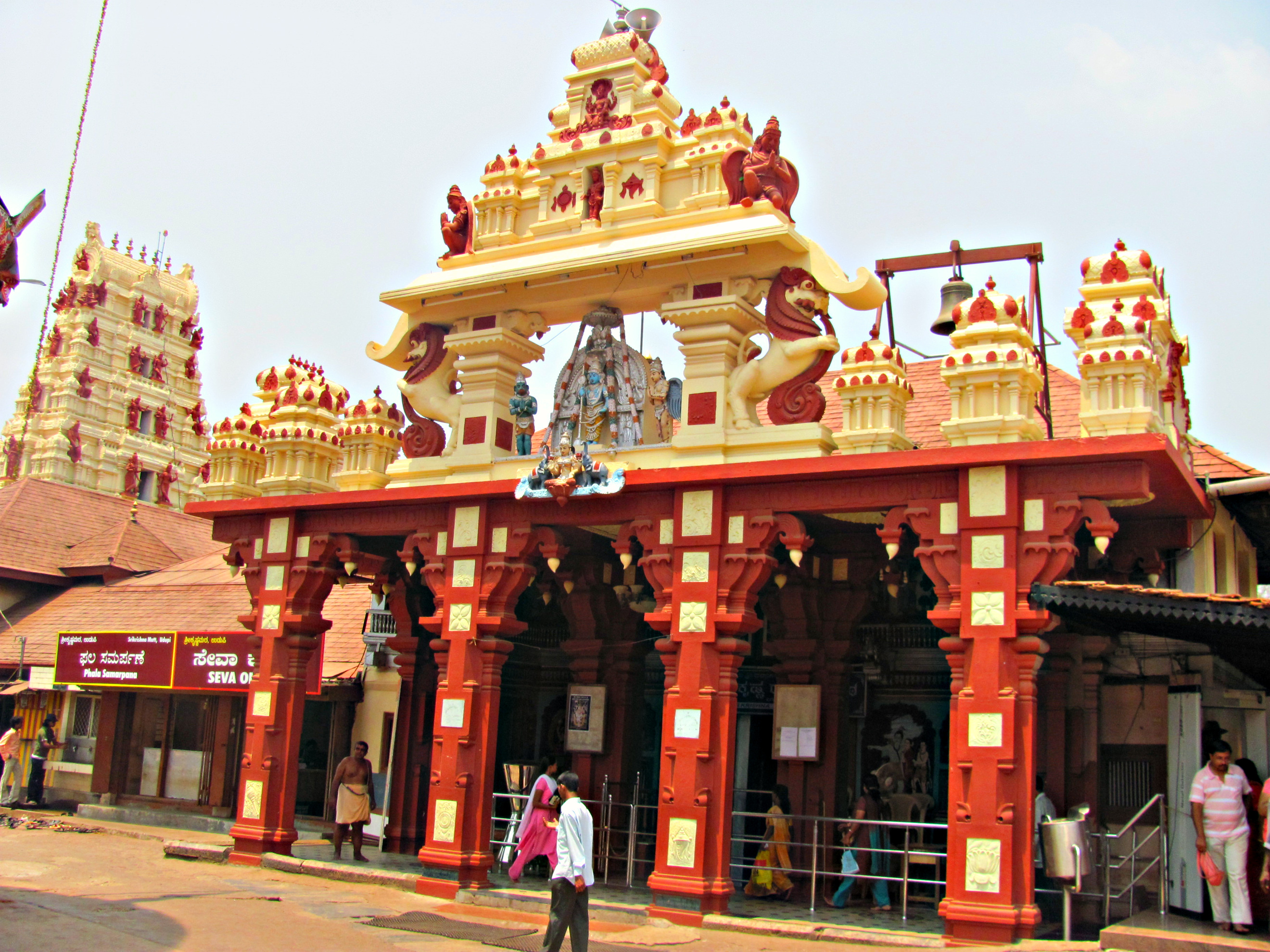
Der Krishna-Tempel in Udupi
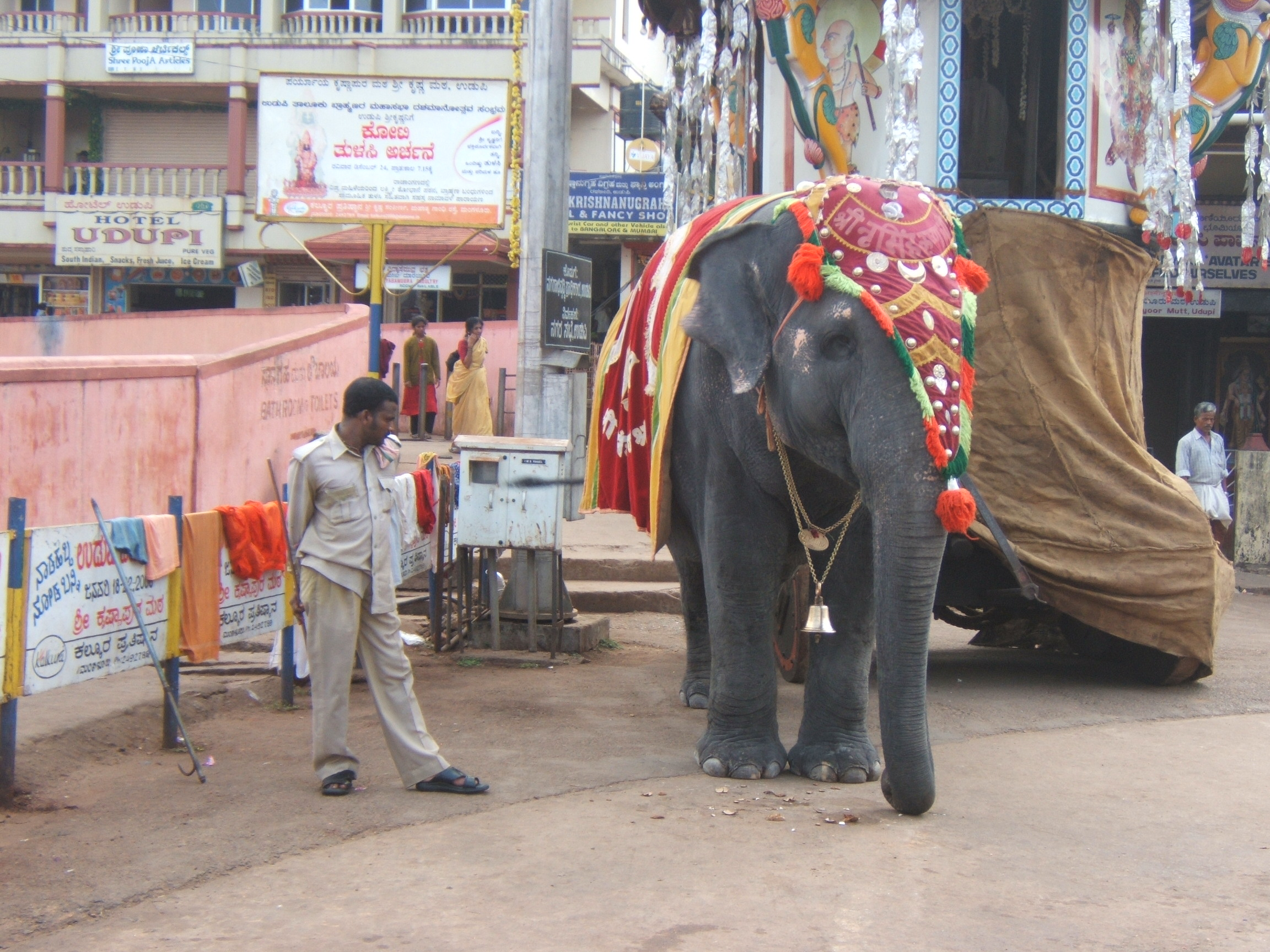
Tempelelefant in Udupi
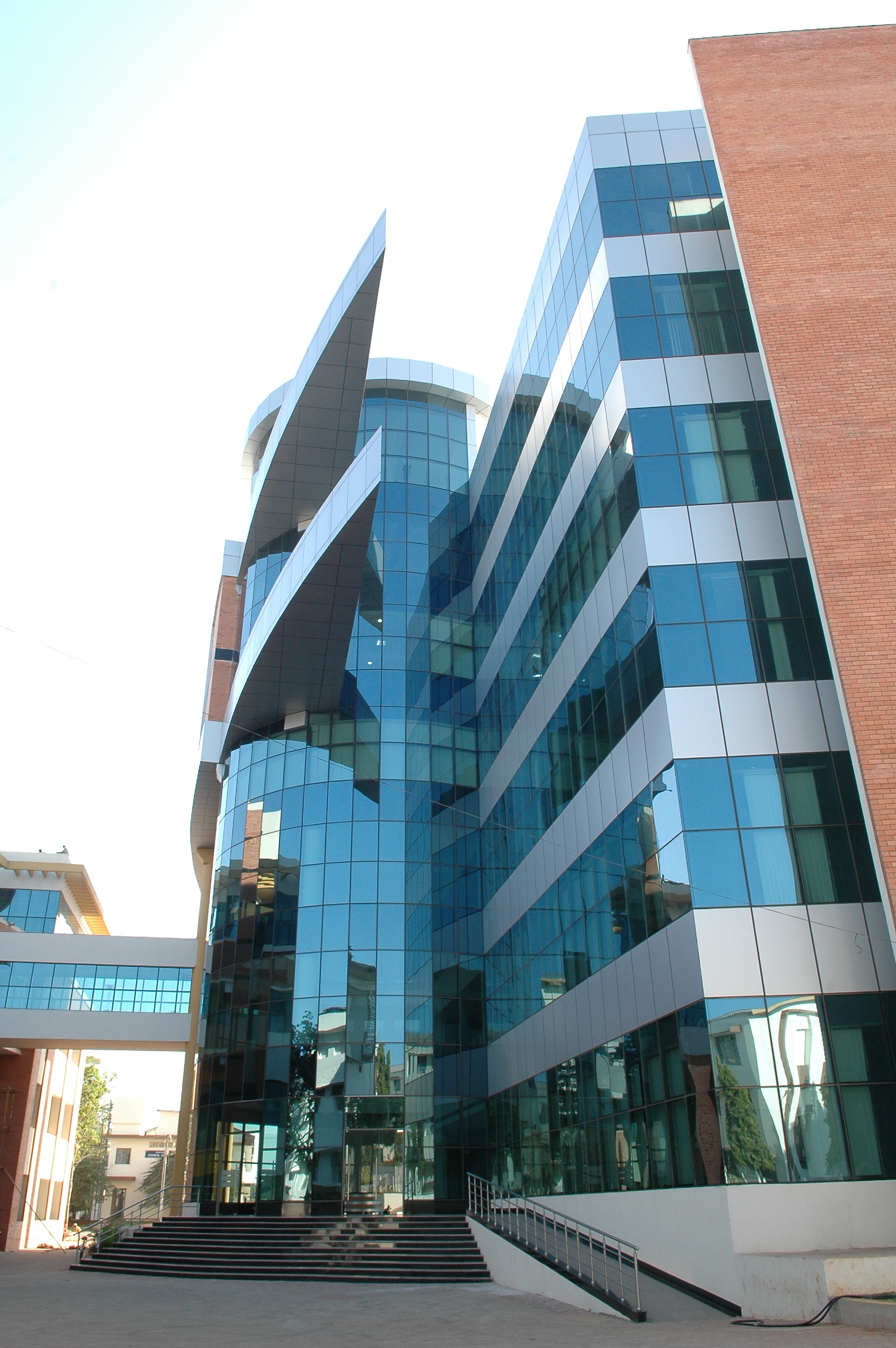
Auf dem Campus der Manipal University
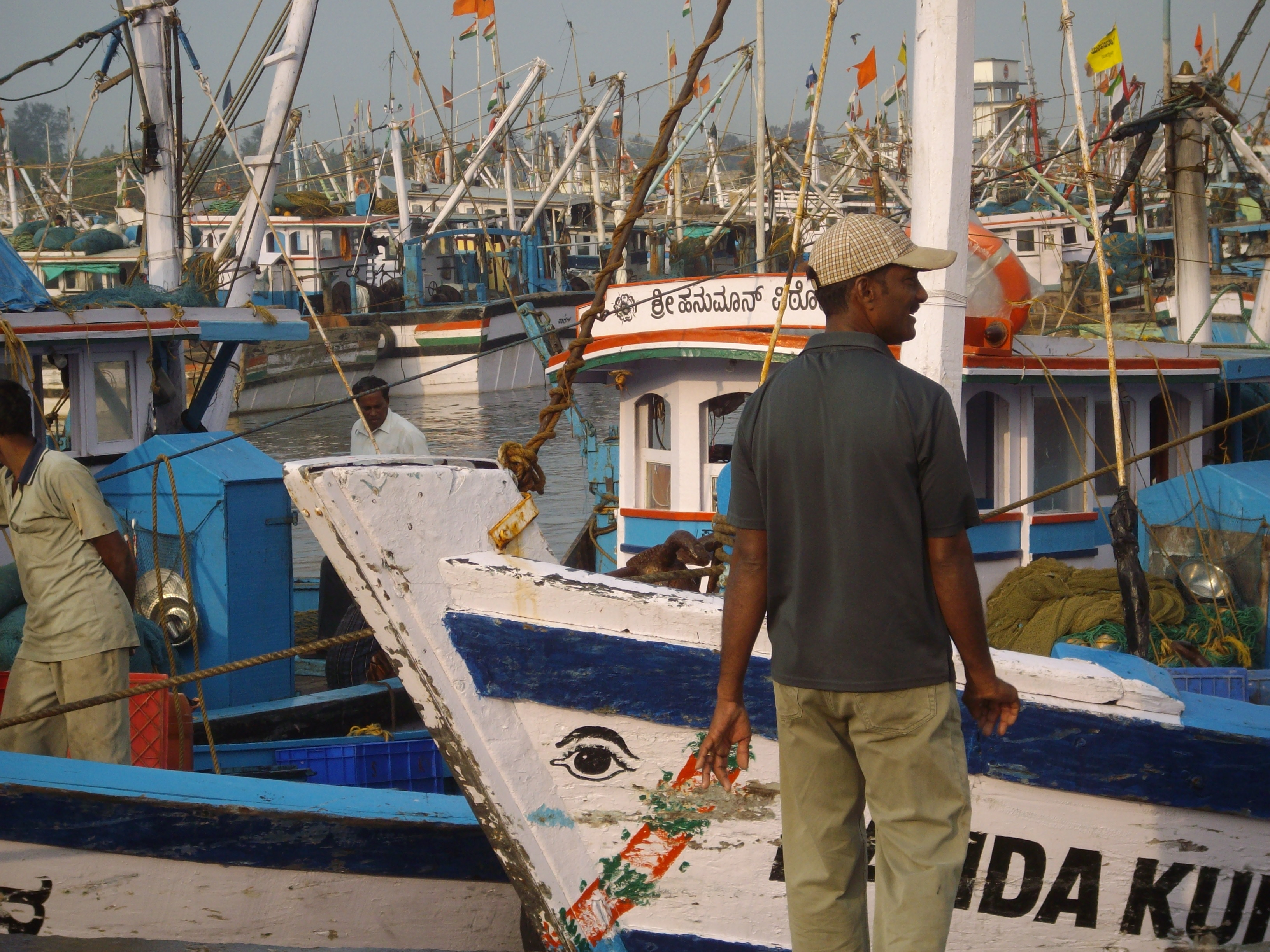
Fischkutter in Malpe

## Klima
|                        | Jan  | Feb  | Mär  | Apr  | Mai   | Jun     | Jul     | Aug   | Sep   | Okt   | Nov  | Dez  |   |         |
| Mittl. Temperatur (°C) | 26,8 | 27,4 | 28,6 | 29,5 | 29,2  | 26,6    | 25,6    | 25,7  | 26,3  | 27    | 27,4 | 27   | ⌀ | 27,3    |
| Mittl. Tagesmax. (°C)  | 32,8 | 33   | 33,5 | 34   | 33,3  | 29,7    | 28,2    | 28,4  | 29,5  | 30,9  | 32,3 | 32,8 | ⌀ | 31,5    |
| Mittl. Tagesmin. (°C)  | 20,8 | 21,8 | 23,6 | 25   | 25,2  | 23,4    | 22,9    | 23    | 23,1  | 23,1  | 22,4 | 21,2 | ⌀ | 23      |
|                        |      |      |      |      |       |         |         |       |       |       |      |      |   |         |
| Niederschlag (mm)      | 1,1  | 0,2  | 2,9  | 24,4 | 183,2 | 1.177,2 | 1.350,4 | 787,3 | 292,1 | 190,8 | 70,9 | 16,4 | Σ | 4.096,9 |

| 20,8 |

| 21,8 |

| 23,6 |

| 25 |

| 25,2 |

| 23,4 |

| 22,9 |

| 23 |

| 23,1 |

| 23,1 |

| 22,4 |

| 21,2 |

| 20,8 |

| 21,8 |

| 23,6 |

| 25 |

| 25,2 |

| 23,4 |

| 22,9 |

| 23 |

| 23,1 |

| 23,1 |

| 22,4 |

| 21,2 |

## Söhne und Töchter
- Oscar Fernandes (1941–2021), Politiker
- Nik Gugger (* 1970), Schweizer Unternehmer und Politiker
- Gotthilf Schenkel (1889–1960), deutscher evangelischer Geistlicher und Politiker